# Lappländsk ärtmussla
Lappländsk ärtmussla (Pisidium hinzi) är en musselart som först beskrevs av Kuiper 1975.  Lappländsk ärtmussla ingår i släktet Pisidium, och familjen ärtmusslor. Enligt den finländska rödlistan är arten nära hotad i Finland. Enligt den svenska rödlistan är arten nära hotad i Sverige. Arten förekommer i Övre Norrland. Artens livsmiljö är sjöar.